# Serova Patera
La Serova Patera è una struttura geologica della superficie di Venere.